# تشارليز ثيرون
تشارليز ثيرون (بالإنجليزية: Charlize Theron)(من مواليد 7 أغسطس 1975)، هي ممثلة ومنتجة أمريكية وجنوب أفريقية. تُعد واحدة من أعلى الممثلات أجرًا في العالم. حازت على العديد من الجوائز، بما في ذلك جائزة الأوسكار وجائزة الغولدن غلوب. أدرجتها مجلة تايم في عام 2016 ضمن قائمة أكثر 100 شخصية تأثيرًا في العالم.  
برزت ثيرون على الساحة الدولية في التسعينيات ببطولتها لأفلام هوليوود مثل محامي الشيطان (1997)، مايتي جو يونغ (1998)، وقواعد منزل سيدر (1999). نالت إشادة واسعة عن دورها في تجسيد السفاحة آيلين ورنوس في فيلم وحش (2003)، حيث فازت بجائزة الدب الفضي [الإنجليزية] وجائزة الأوسكار كأفضل ممثلة، لتصبح أول جنوب أفريقية تفوز بجائزة أوسكار في التمثيل. كما حصلت على ترشيح آخر للأوسكار عن دورها في فيلم شمال المدينة (2005) ، الذي تناول قضية امرأة تعرضت للتحرش الجنسي وسعت لتحقيق العدالة.  
شاركت ثيرون في العديد من أفلام الحركة الناجحة تجاريًا، بما في ذلك المهمة الإيطالية (2003)، هانكوك (2008)، بروميثيوس (2012) ، ماكس المجنون: طريق الغضب (2015) ، الشقراء الذرية (2017) ، والحرس القديم (2020). كما شاركت في عدة أجزاء من سلسلة السرعة والغضب: مصير الغاضب (2017) ، والسرعة والغضب 10 (2023).  
تلقت إشادة أيضًا عن أدوارها في أفلام الدراما الكوميدية مثل شاب بالغ (2011) ، وتولي (2018). كما حصلت على ترشيح ثالث لجائزة الأوسكار عن دورها في فيلم السيرة الذاتية خبر صادم (2019) حيث جسدت شخصية الإعلامية ميغين كيلي.  
دخلت ثيرون مجال إنتاج الأفلام منذ أوائل الألفية الثانية من خلال شركتها دنفر آند ديلايلا للإنتاج. أنتجت العديد من الأفلام التي لعبت فيها دور البطولة، بما في ذلك السهول المحترقة (2008)، أماكن مظلمة (2015)، وضربة طويلة (2019).  

حصلت ثيرون على الجنسية الأمريكية عام 2007، مع احتفاظها بجنسيتها الجنوب أفريقية.

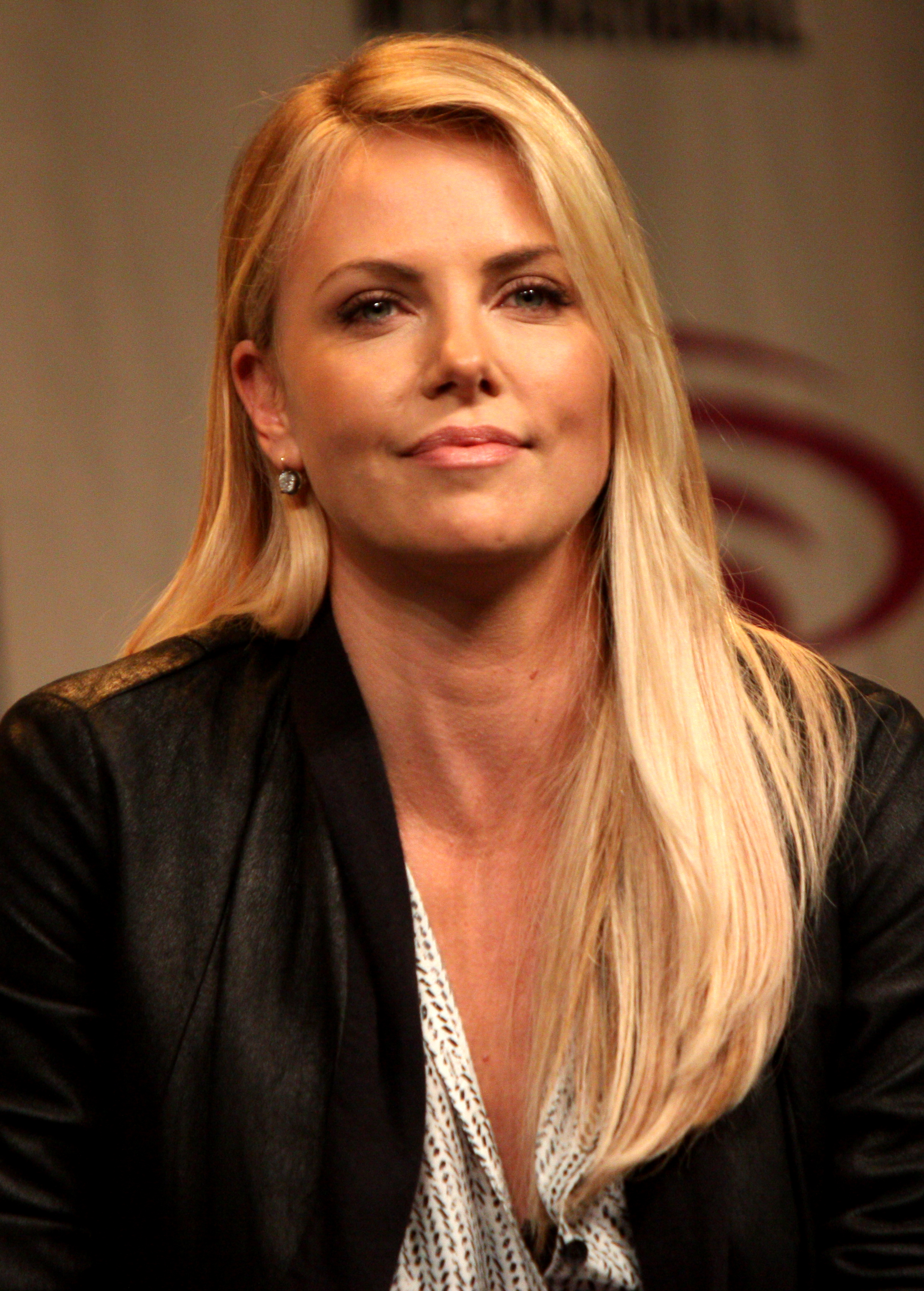
تشارليز ثيرون في مؤتمر WonderCon في مارس عام 2012

## حياتها المبكرة
ولدت تشارليز ثيرون في مدينة بينوني بمحافظة ترانسفال في جنوب أفريقيا، وكانت الابنة الوحيدة لكل من جيردا جايكوب أليتا (المولودة في 27 نوفمبر 1953) وتشارلز جايكوب ثيرون (1947-1991). تنحدر ثيرون من أصول ألمانية من جهة والدتها، ومن أصول فرنسية وهولندية من جهة والدها. وهي أكبر حفيدة للضابط داني ثيرون. كان والداها يمتلكان مزرعة وشركة لإنشاء الطرق، التي كانت تحت إدارة والدتها جيردا.  
قضت ثيرون طفولتها في مصنع والديها في بينوني، بالقرب من جوهانسبرغ، حيث درست في المدرسة الابتدائية وتفاعلت مع العاملين في المصنع الذين ينتمون إلى مختلف الأعراق الإفريقية. تتقن ثيرون 26 لغة ولهجة محلية، وتتكلم الإنجليزية بطلاقة كإحدى لغاتها الأم. يقع المصنع في منطقة نائية، وهو ما كان له دور كبير في إلهامها لتصبح ناشطة في مجال حقوق الحيوان.  
في سن السادسة، بدأت ثيرون تعلم الباليه، وفي سن الثالثة عشرة أرسلت إلى مدرسة داخلية، حيث بدأت التدريب في المدرسة الوطنية للفنون في جوهانسبرغ. عندما كانت في الخامسة عشرة من عمرها، شهدت ثيرون مقتل والدها، الذي كان يعاني من إدمان الكحول، عندما اضطرت والدتها إلى إطلاق النار عليه دفاعًا عن النفس. لم توجه الشرطة أي تهم ضد جيردا ثيرون في تلك الحادثة. وفي وقت لاحق، أكدت تشارليز في مقابلة صحفية أن والدها توفي في حادث سيارة.

## حياتها المهنية

### بداية حياتها المهنية وانتقالها إلى الولايات المتحدة الأمريكية
في سن ال 16، عملت بمشورة وإصرار والدتها، وشاركت تشارلز في مسابقة لعرض الأزياء وخرجت منه فائزة. في وقت لاحق شاركت تشارلز في مسابقة عرض أزياء عالمية في إيطاليا بمدينة بوسيتانو، وبعد فوزها وقعت عقد سنوي مع وكالة عرض أزياء في ميلانو. وخلال هذا العام سافرت تشارلز في جميع أنحاء أوروبا، بعد إرسالها إلى نيويورك قررت أخيراً الإستقرار. لديها حلم بأن تصبح راقصة بالية، وبعد إنتهاء عقدها انتسبت إلى مدرسة جوفري لرقص البالية، وفي أوقات فراغها بعيداً عن الدراسة كانت تعمل كعارضة أزياء. إلا أن بسبب إصابتها في ركبتها في سن ال 19 إضطرت إلى التخلي عن مهنة الرقص. «اعتقدت إنها نهاية العالم، فالرقص كان شغفي، اعتقدت انه يجب أن أعود إلى جنوب إفريقيا وأن اعمل بقية حياتي في سوبر ماركت» هذا ما أعترفت به الممثلة لاحقاً في لقاء صحفي مع مجلة إل - مجلة. لكن بدلاً من العودة إلى الوطن توجهت إلى ميامي (فلوريدا)، حيث خلال عدة أشهر عملت كعارضة أزياء. تعتقد والدتها جيردا أن لدى ابنتها خارج حدود جمهورية جنوب افريقيا فرص كثير لتجد نفسها وتطور مهاراتها. وأصرت على أن تحاول تشارليز أن تجد لنفسها مهنة في هوليوود.

### بداية أعمالها الفنية

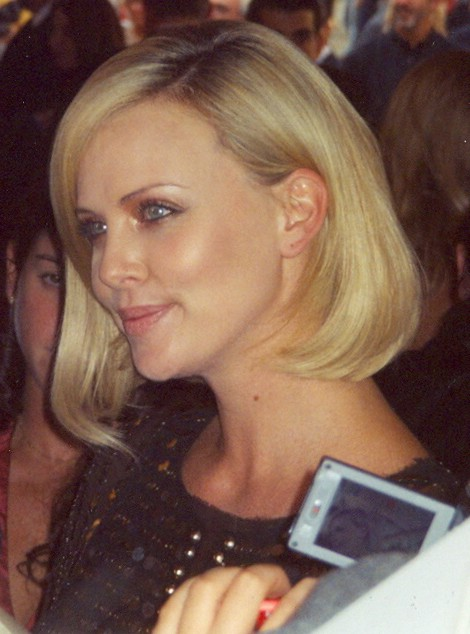
ثيرون في العرض الأول لفيلم North Country فالمهرجان السينيمائي في تورونتو

توجهت تشارليز بعد أصابتها إلى لوس أنجلوس بتذكرة ذهاب فقط، التي اشترتها لها أمها. وأمضت الأشهر القليلة الأولى في فندق زهيد. تغيرت حياة تشارليز عندما ذهبت إلى البنك بهدف صرف شيك أرسلته لها والدتها ب 500 دولار أمريكي وبالتالى تدفع ثمن إيجار مسكنها ولكنها فشلت في ذلك حيث رفض الصراف المحلى صرف شيك من خارج الولايات المتحدة الأمريكية بسبب الحذر. ردت ثيرون مسببة فضيحة، فإنها عبرت بقوة بكلتا اللغتين الإنجليزية والإفريقية عن سخطها واستيائها، وكان الرجل اللذى يقف في نفس الصف (اتضح بعد ذلك انه جون كروسبى – متعهد يمثل مصالح المشاهير مثل رينيه روسو وجون هرت) على غير المتوقع مهتم بها. قدم لها كروسبى بطاقة اعماله، وفي وقت لاحق قدمها لعدة وكالات اختيار الممثلين، وأيضا مدرسة تمثيل حيث تمكنت في نهاية المطاف من التخلص من لهجة جنوب افريقيا. وهناك تعرفت على إيفانا ميليتشيفتش وأصبحت صديقة مقربة لها، وبعد وقت قليل غيرت الفتاتان مسكنهن. وبعد سنوات قليلة تشاجرت ثيرون مع كروسبى حيث يعرض عليها دائما سيناريوهات ذات محتوى تافه مثل فيلم "Show Girls". ساعدت دروس التمثيل تشارليز كثيرا، نتيجة لذلك، بعد 8 أشهر من وصولها إلى لوس أنجلوس، وأقنعوها بان تقوم بتمثيل مشهد صامت من 3 ثوانى في فيلم "Children of the Corn III: Urban Harvest "، وظهر على الفيديو بعد العرض الأول مباشرة. لكن فيما يتعلق ب "Show Girls " فإنها ترددت كثيرا، لا تعرف القرار الذي يجب أن تتخذه، وفي النهاية رفضت الدور المعروض عليها وأتضح مع الوقت ان هذا القرار هو الصواب لأن الفيلم فشل في شباك التذاكر. وورد على لسان تشارليز " كما لو أن ملاكا حارسا أنقذنى من هذا الدور ". بدلا من ذلك. شاركت تشارلز في الفيلم التليفزيونى " Hollywood Confidential " يحكى عن ضابط شرطة متقاعد، يرأس وكالة تحقيق سرية، وهي بطلة الفيلم المثيرة «سالى بوين» التي تعمل متخفيه في ناد للتعرى بدا لها بعيدا عن التعرض للضرب والقسوة، فشل هذا العمل كملسلسل لذلك جاء بمثابة فيلم تليفزيونى. في ذلك الوقت صنعت لنفسها سمعة كواحدة من الممثلات الشابات الواعدات. إلى جانب تمثيل الافلام، قامت تشارليز بتصوير الأعلانات التليفزيونية "Martini "و "Axe ". ولأول مرة في دور خطير، مثلت في فيلم "2 Days in the Valley " إخراج جون هرزفلد، تم تصويره كفيلم جريمة. لعبت فيه تشارليز دور «هيلغا» النرويجية، صديقة إحدى الشخصيات الرئيسة فالفيلم، وكان هذا الدور فالأصل للممثلة الهولندية «دافنى ديكرس» لكنها رفضت هذا العرض. وكان دورها الثاني في فيلم " That Thing You Do! " من إخراج توم هانكس. يحكى هذا الفيلم عن فرقة موسيقى البوب في الستينيات، واصبحت إحدى أغانيهم ذات صيت ذائع. وهنا تلعب تشارليز دور صديقة لاعب الدرامز التي تصر على أن يترك الموسيقى ويمتهن طب الأسنان. هذا الدور في حد ذاته دور ثانوى لكن استطاعت ثيرون أن تضفى للدور وعمق وتظهر شخصيتها. وكان تصريح توم هانكس عن الوجه الجديد أن «هذه الممثلة تمثل بتلقائية وثقة كبيرة أكثر من أي شخص أخر رأيته». مثلت ثيرون في عمل فنى آخر وهو فيلم " Trial and Error "، أحداث الفيلم تدور حول محاكمة قضائية. وهنا لعبت دور نادلة «بيلى تايلور» التي على علاقة مع أحد الشخصيات الرئيسة في الفيلم ; طبقا لأشادة النقاد فقد طغت قصة حبهما على العمل الرئيسى للفيلم

## حياتها المهنية في هوليوود

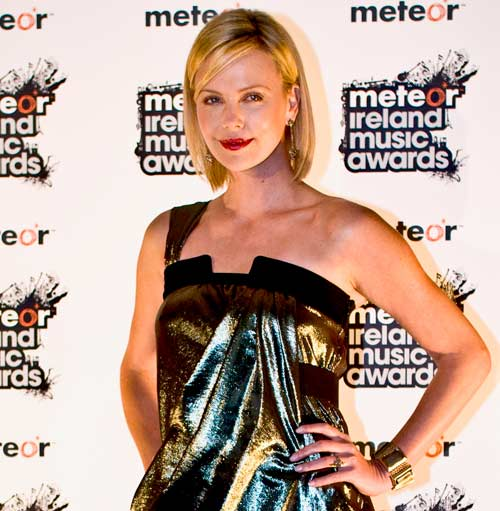
فى مهرجان متيور لجوائز الموسيقى عام 2008

كان أول دور كبير لثيرون هو في فيلم "محامي الشيطان"، حيث شاركت في التمثيل أمام النجوم آل باتشينو وكيانو ريفز. اعترفت الممثلة بأنها لم تكتفِ فقط باستخدام موهبتها لأداء هذا الدور، بل اضطرت إلى السفر إلى نيويورك للمشاركة في اختبارات الأداء، ودفع نفقات السفر من أموالها الخاصة. لم تحصل على الدور إلا بعد ثلاثة أشهر، لكنها ظلت تشعر بالقلق من أن يتم استبدالها.
لعب كيانو ريفز في الفيلم دور محامي المقاطعة الذي أصبح خبيرًا لدرجة أنه استطاع إنقاذ مجرم من العقاب. بسبب مهارته، تم التعاقد معه من قبل أكبر شركات المحاماة في نيويورك برئاسة جون ميلتون (الذي لعبه آل باتشينو). أما تشارليز، فقد أدت دور زوجة البطل، التي تنعم بالثروة والرفاهية، لكن سرعان ما شعرت بالإهمال والرفض. تمكنت الممثلة من إقناع المشاهدين بشكل استثنائي في تصوير مرض الفصام، حيث زارت الطبيب النفسي يوميًا لمدة ثلاثة أشهر للحصول على الإلهام. وفقًا للناقدة دومينيك أويلسا، أظهرت ثيرون في أدائها جانبًا إنسانيًا مؤلمًا وأداءً أفضل مما كان يستحقه الفيلم.
بعد ذلك، لعبت ثيرون دور صغير في فيلم "شهرة" من إخراج وودي آلن، حيث لعبت دور عارضة أزياء شهيرة تعاني من مرض نادر. حصلت بعدها على دور البطولة في فيلم "Mighty Joe Young" من إنتاج شركة والت ديزني، الذي تدور أحداثه حول مؤامرة لاختطاف قرد عملاق اعتنت به الشخصية التي لعبتها ثيرون. على الرغم من فشل الفيلم في شباك التذاكر، لاحظ النقاد تمثيل ثيرون المتميز، مما جعلها واحدة من الممثلات المطلوبات في هوليوود.
في عام 1999، لعبت دور البطولة في فيلم "زوجة رائد الفضاء" مع جوني ديب، حيث جسدت شخصية زوجة رائد فضاء عاد إلى الأرض في حالة غيبوبة بعد حادث فضائي، ليصبح شخصًا غريبًا ومثيرًا للقلق بعد استيقاظه. كان دورها التالي في فيلم "قوانين منزل سايدر" من إخراج لاسي هالستروم، حيث لعبت دور خطيبة مساعد طبيب يدير دارًا للأيتام.
ثم مثلت في فيلم "Reindeer Games" إلى جانب بن أفليك، حيث لعب أفليك دور سجين يراسِل ثيرون أثناء وجوده في السجن، ليكتشف بعد إطلاق سراحه أن الهدف كان جمع معلومات عن كازينو حيث كان يعمل. كما مثلت في فيلم "The Yards" مع مارك والبيرغ وكوين فينيكس، حيث لعبت دور صديقة مدمنة مخدرات، في حين استخدموا العصابة أساليب الرشوة والعنف للحصول على عقد لبناء خط مترو. 
في فيلم "رجال الشرف"، لعبت ثيرون دور زوجة روبرت دي نيرو الذي يعاني من إدمان الكحول، فيما لعب كوبا غودينغ جونير دور أول أمريكي من أصل إفريقي يعمل غواصًا عسكريًا في البحرية الأمريكية. ثم تلقت عرضًا للعب دور البطولة في فيلم "أسطورة باغر فانس" من إخراج روبرت ريدفورد، الذي يروي قصة رجل يحاول إنقاذ عمله من الانهيار أثناء فترة الكساد الكبير.
كما شاركت في فيلم "نوفمبر الحلو" مع كيانو ريفز، حيث جسدت شخصية فتاة تدعم رجلًا مريضًا نفسيًا، وتكتشف لاحقًا أنها مصابة بمرض السرطان. كان هذا الدور محوريًا في حياتها المهنية، حيث اعتبرت أنه كان سببًا رئيسيًا في رفضها دور البطولة في فيلم "بيرل هاربر". لكن الفيلم تلقى انتقادات شديدة، وتم تصنيفه كأحد أسوأ الأفلام، ما جعل ثيرون تُرشح لجائزة أسوأ أداء نسائي.

## أعمالها

### أفلام
| السنة | العنوان                                 | العنوان                    | الدور                  | المخرج                                | مراجع         |
| السنة | بالإنجليزية                             | بالعربية                   | الدور                  | المخرج                                | مراجع         |
| ----- | --------------------------------------- | -------------------------- | ---------------------- | ------------------------------------- | ------------- |
| 1995  | Children of the Corn III: Urban Harvest |                            | مرافقة إيلي            | جيمس دي. آر. هيكوكس                   | [ 25 ]        |
| 1996  | يومان في الوادي (فيلم)                  | يومان في الوادي            | هيلغا سفيلغن           | جون هرتسفلد                           | [ 26 ] [ 27 ] |
| 1996  | That Thing You Do!                      |                            | تينا باوز              | توم هانكس                             | [ 28 ] [ 29 ] |
| 1997  | Trial and Error                         |                            | بيلي تايلر             | جوناثان لين                           | [ 30 ]        |
| 1997  | The Devil's Advocate                    | محامي الشيطان              | ماري آن لوماكس         | تايلور هاكفورد                        | [ 31 ]        |
| 1998  | Celebrity                               | شهرة                       | عارضة أزياء            | وودي آلن                              | [ 32 ]        |
| 1998  | Mighty Joe Young                        |                            | جيل يونغ               | رون أندروود                           | [ 31 ]        |
| 1999  | The Astronaut's Wife                    |                            | جيليان آرماكوست        | راند رافيتش                           | [ 33 ]        |
| 1999  | The Cider House Rules                   | قوانين منزل سايدر          | كاندي كيندال           | لاسي هالستروم                         | [ 31 ]        |
| 2000  | Reindeer Games                          |                            | آشلي ميرسر             | جون فرانكينهايمر                      | [ 34 ] [ 29 ] |
| 2000  | The Yards                               |                            | إيريكا ستولتز          | جيمس غراي                             | [ 31 ]        |
| 2000  | Men of Honor                            | رجال الشرف                 | غوين صنداي             | جورج تيلمان، جونيور                   | [ 35 ]        |
| 2000  | The Legend of Bagger Vance              | أسطورة باغر فانس           | أديل إنفرغوردون        | روبرت ريدفورد                         | [ 31 ]        |
| 2001  | Sweet November                          | نوفمبر الحلو               | سارة دييفر             | بات أوكونور                           | [ 31 ]        |
| 2001  | 15 Minutes                              |                            | روز هيرن               | جون هرتسفلد                           | [ 36 ]        |
| 2001  | The Curse of the Jade Scorpion          |                            | لورا كنسينغتون         | وودي آلن                              | [ 31 ]        |
| 2002  | Trapped                                 | المحاصرون                  | كارين جينينغز          | لويس ماندوكي                          | [ 37 ]        |
| 2002  | Waking Up in Reno                       |                            | كاندي كيركندل          | جوردان برايدي                         | [ 38 ]        |
| 2003  | The Italian Job                         | المهمة الإيطالية           | ستيلا بريدجر           | إف غاري غراي                          | [ 31 ]        |
| 2003  | Monster                                 | وحش                        | أيلين ورنوس            | باتي جنكينز                           | [ 39 ]        |
| 2004  | Head in the Clouds                      |                            | غيلدا بيسي             | جون دوغان                             | [ 31 ]        |
| 2005  | North Country                           | شمال المدينة               | جوسي آيمز              | نيكي كارو                             | [ 31 ]        |
| 2005  | Æon Flux                                | إيون فلوكس                 | إيون فلوكس             | كارين كوساما                          | [ 40 ] [ 41 ] |
| 2006  | East of Havana                          |                            | —                      | جوراتسي سايزاربيتوريا إيميليا مينوكال | [ 42 ] [ 43 ] |
| 2007  | In the Valley of Elah                   |                            | المحققة. إيميلي ساندرز | بول هاغيس                             | [ 31 ]        |
| 2007  | Battle in Seattle                       |                            | إيلا                   | ستيوارت تاونسند                       | [ 31 ] [ 44 ] |
| 2008  | Sleepwalking                            |                            | جولين ريدي             | وليام مار                             | [ 45 ]        |
| 2008  | Hancock                                 | هانكوك                     | ماري إمبري             | بيتر بيرغ                             | [ 31 ]        |
| 2008  | The Burning Plain                       |                            | سيلفيا                 | غييرمو أرياغا                         | [ 31 ] [ 46 ] |
| 2009  | The Road                                | الطريق                     | الزوجة                 | جون هيلكوت                            | [ 31 ]        |
| 2009  | Astro Boy                               | الولد الخارق               | الراوية (صوت)          | ديفيد باورز                           | [ 31 ]        |
| 2011  | Young Adult                             | شاب بالغ                   | مايفس غاري             | جيسون رايتمان                         | [ 31 ]        |
| 2012  | Snow White and the Huntsman             | بياض الثلج والصياد         | الملكة رافينا          | روبرت ساندرز                          | [ 47 ]        |
| 2012  | Prometheus                              | بروميثيوس                  | ميريديث فيكرز          | ريدلي سكوت                            | [ 48 ]        |
| 2014  | A Million Ways to Die in the West       | مليون طريقة للموت في الغرب | آنا                    | سيث ماكفارلن                          | [ 31 ]        |
| 2015  | Dark Places                             | أماكن مظلمة                | ليبي داي               | جيل باكيه-برينر                       | [ 49 ]        |
| 2015  | Mad Max: Fury Road                      | ماكس المجنون: طريق الغضب   | الإمبراطورة فيوريوسا   | جورج ميلر                             | [ 50 ]        |
| 2016  | The Huntsman: Winter's War              | الصياد: حرب الشتاء         | الملكة رافينا          | سيدريك نيكولا-ترويان                  | [ 51 ]        |
| 2016  | The Last Face                           |                            | ورن بيترسن             | شون بن                                | [ 52 ]        |
| 2016  | Kubo and the Two Strings                |                            | قرد/سارياتو (صوت)      | ترافيس نايت                           | [ 53 ]        |
| 2016  | Brain on Fire                           |                            | —                      | جيرارد باريت                          | [ 54 ]        |
| 2017  | The Fate of the Furious                 | مصير الغاضب                | صايفر                  | إف غاري غراي                          | [ 55 ]        |
| 2017  | The Coldest City                        |                            | لورين بروتون           | ديفيد ليتش                            | [ 56 ]        |
| 2017  | Tully                                   |                            | مارلو                  | جيسون رايتمان                         | [ 57 ]        |
| 2020  | The old guard                           | الحراس الخالدون            | آندي                   | جينا برنس-بيثوود                      | [ 58 ]        |

| علامة الخنجرية | يشير إلى أن الفيلم لم يتم نشره بعد |

### تلفزيون
| Year | Title                  | Role                             | Notes                             |
| ---- | ---------------------- | -------------------------------- | --------------------------------- |
| 1997 | Hollywood Confidential | Sally                            | Movie                             |
| 2005 | عائلة بلوث (مسلسل)     | Rita (Mr.F)                      | 5 episodes                        |
| 2006 | الدجاجة الآلية (مسلسل) | Daniel's Mom / Mother / Waitress | Voice; Episode: "Book of Corrine" |

### موسيقى
| Year | Title     | Role                             | Notes                 |
| ---- | --------- | -------------------------------- | --------------------- |
| 2010 | Crossfire | Mysterious and dangerous rescuer | Song by براندون فلاور |

| Year | Title              | Notes                   |
| ---- | ------------------ | ----------------------- |
| 2003 | وحش (فيلم 2003)    | Also actress            |
| 2006 | East of Havana     | Documentary             |
| 2008 | Sleepwalking       | Also actress            |
| 2008 | The Burning Plain  | Executive, also actress |
| 2015 | أماكن مظلمة (فيلم) | Also actress            |

## الترشيحات والجوائز

### الأوسكار
- أفضل ممثلة رئيسية عام 2003 عن فيلم Monster وفازت بها
- أفضل ممثلة رئيسية عام 2006 عن فيلم North Country -ترشيح-

### الغولدن غلوب
- أفضل ممثلة عام 2004 عن فيلم Monster وفازت بها
- أفضل ممثلة مساعدة في مسلسل أو مسلسل قصير أو فيلم تلفيزيونى عام 2005 عن مسلسل The Life and Death of Peter Sellers
- أفضل ممثلة عام 2006 عن فيلم North Country

| سبقه نيكول كيدمان | جائزة أفضل ممثلة رئيسية في مهرجان الأوسكار 2003 | تبعه هيلاري سوانك |

## روابط خارجية
- الموقع الرسمي
- تشارليز ثيرون على موقع IMDb (الإنجليزية)
- تشارليز ثيرون على موقع ميتاكريتيك (الإنجليزية)
- تشارليز ثيرون على موقع الموسوعة البريطانية (الإنجليزية)
- تشارليز ثيرون على موقع روتن توميتوز (الإنجليزية)
- تشارليز ثيرون على موقع مونزينجر (الألمانية)
- تشارليز ثيرون على موقع قاعدة بيانات الأفلام العربية
- تشارليز ثيرون على موقع ألو سيني (الفرنسية)
- تشارليز ثيرون على موقع ميوزك برينز (الإنجليزية)
- تشارليز ثيرون على موقع تيرنر كلاسيك موفيز (الإنجليزية)
- تشارليز ثيرون على موقع أول موفي (الإنجليزية)
- Charlize Theron at Who's Who Southern Africa
- Charlize Theron at AskMen
- Charlize Theron at Emmys.com
- Charlize Theron نسخة محفوظة 4 مارس 2016 على موقع واي باك مشين.(Aveleyman)